# Škrtič karavan
Škrtič karavan (Der Karawanenwürger) je sbírka sedmi dobrodružných povídek, z nichž šest je od německého spisovatele Karla Maye. Kniha vyšla v polovině roku 1894 v berlínskéma nakladatelství Hugo Liebau. Povídky, které předtím vyšly v časopise Frohe Stunden, jsou upraveny a některé i zkráceny, v jiných je vyprávění převedeno z ich-formy do třetí osoby a v dalších je jméno Kara ben Nemsí nahrazeno jiným. Také většina arabských výrazů je odstraněna a ponechán je jen jejich německý ekvivalent.
Současně Libeau vydal také sbírku povídek V dálavách (Aus fernen Zonen), která obsahuje tři Mayovy povídky v úpravě ze Škrtiče karavan.
Koncem roku 1894 vydal obě knihy berlínský nakladatel August Weichert, který do Škrtiče karavan přidal další povídku, jejímž autorem není May.
Roku 1900 byla sbírka Škrtič karavan vydána pod názvem Různá dobrodružství na vodě i na zemi (Denkwürdige Abenteuer zu Wasser und zu Lande) v berlínském nakladatelství Friedrich Hachfeld a roku 1910 sbírka V dálavách jako Assad Bei, der Herdenwürger opět v berlínském nakladatelství August Weichert.

## Povídky v knize Škrtič karavan

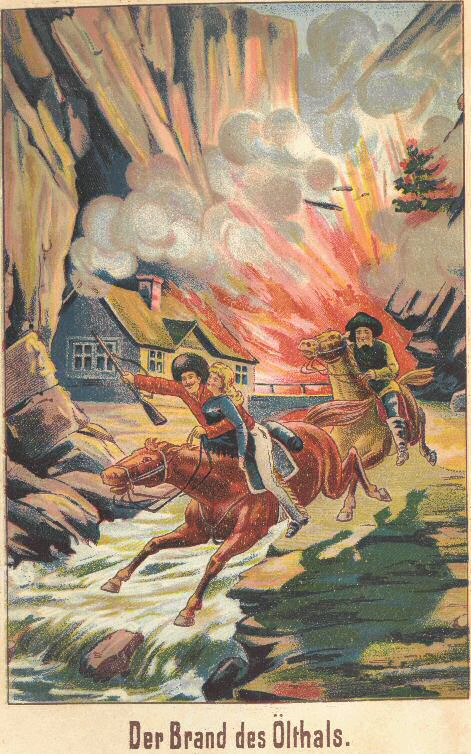
Vydání povídky Olejový požár z roku 1894

Kniha Škrtič karavan obsahuje v prvním vydání sedm a v druhém vydání osm povídek, nichž texty Boj s piráty a Na Rio Gila nejsou dílem Karla Maye.
- Skrtič karavan (Der Karawanenwürger), jde o povídku Gum (1877).
- Na divokém západě (Im wilden Westen), jde o povídku Selfman (1877–1878, Ein Self-man) z povídkového cyklu Kanadský Bill (Der Kanada-Bill).
- Boj s piráty (Ein Kampf mit Piraten), autor povídky není uveden, některé zdroje předpokládají, že autorem textu je Arthur Wollbrandt.[5]
- Dobrodružství v jižní Africe (Ein Abenteuer in Südafrika), jde o povídku Afrikánec (1878, Der Africander).
- Na palubě Vlaštovky (An Bord der Schwalbe), jde o povídku Dobrodružství na Cejlonu (1878, Ein Abenteuer auf Ceylon).
- Olejový požár (Der Brand des Ölthals), jde o povídku Olejový princ (1877, Der Oelprinz), ve které May použil motiv hořícího ropného údolí z novely Old Firehand (1875). V povídce již vystupuje Sam Hawkens. Tato povídka nemá nic společného s Mayovým románem Petrolejový princ (Der Ölprinz).
- Pomsta Ehriho (1878, Die Rache des Ehri).
- Na Rio Gila (Auf dem Rio Gila), povídka, jejímž autorem není Karel May, ale Arthur Wollbrandt, byla do knihy přídána při jejím druhém vydání roku 1894 berlínským nakladatelem Augustem Weichertem.

## Povídky v knize V dálavách
Kniha V dálavách obsahuje tři Mayovy povídky v úpravě z knihy Škrtič karavan:
- Skrtič karavan (Der Karawanenwürger),
- Dobrodružství v jižní Africe (Ein Abenteuer in Südafrika),
- Olejový požár (Der Brand des Ölthals).

## Česká vydání
Povídka Olejový požár česky nevyšla. Česká vydání ostatních povídek je možno najít v článku Povídkové dílo Karla Maye. 